# Andreas Hinterstoisser
Andreas Hinterstoisser (Bad Reichenhall, 3 ottobre 1914 – Grindelwald, 21 luglio 1936) è stato un alpinista tedesco.

## Prime ascensioni
Nato in una zona di montagne, si interessò fin da giovane all'alpinismo. Formò una cordata molto affiatata con Toni Kurz, suo conterraneo, più vecchio di lui di un anno, e nei primi anni trenta i due effettuarono numerose prime ascensioni sulle Alpi Orientali. Molte di queste vie furono all'epoca classificate di VI grado, ma, in seguito alla riforma della scala di difficoltà UIAA effettuata negli anni settanta, alcune di queste vie furono riclassificate a VII grado.
Tra le ascensioni della coppia:
- nel massiccio dell'Untersberg:
  - la parete sud-ovest del Berchtesgadener Hochthron nel 1934
  - sempre sul Berchtesgadener Hochthron, la diretta al pilastro sud nel 1936
- sul Reiter Alm:
  - parete Wartstein (1935)
  - parete sud del Grossen Mühlsturzhorns (1936)
- sul Watzmann:
  - diretta alla parete sud del terzo Watzmannkind (1935)

## La parete nord dell'Eiger

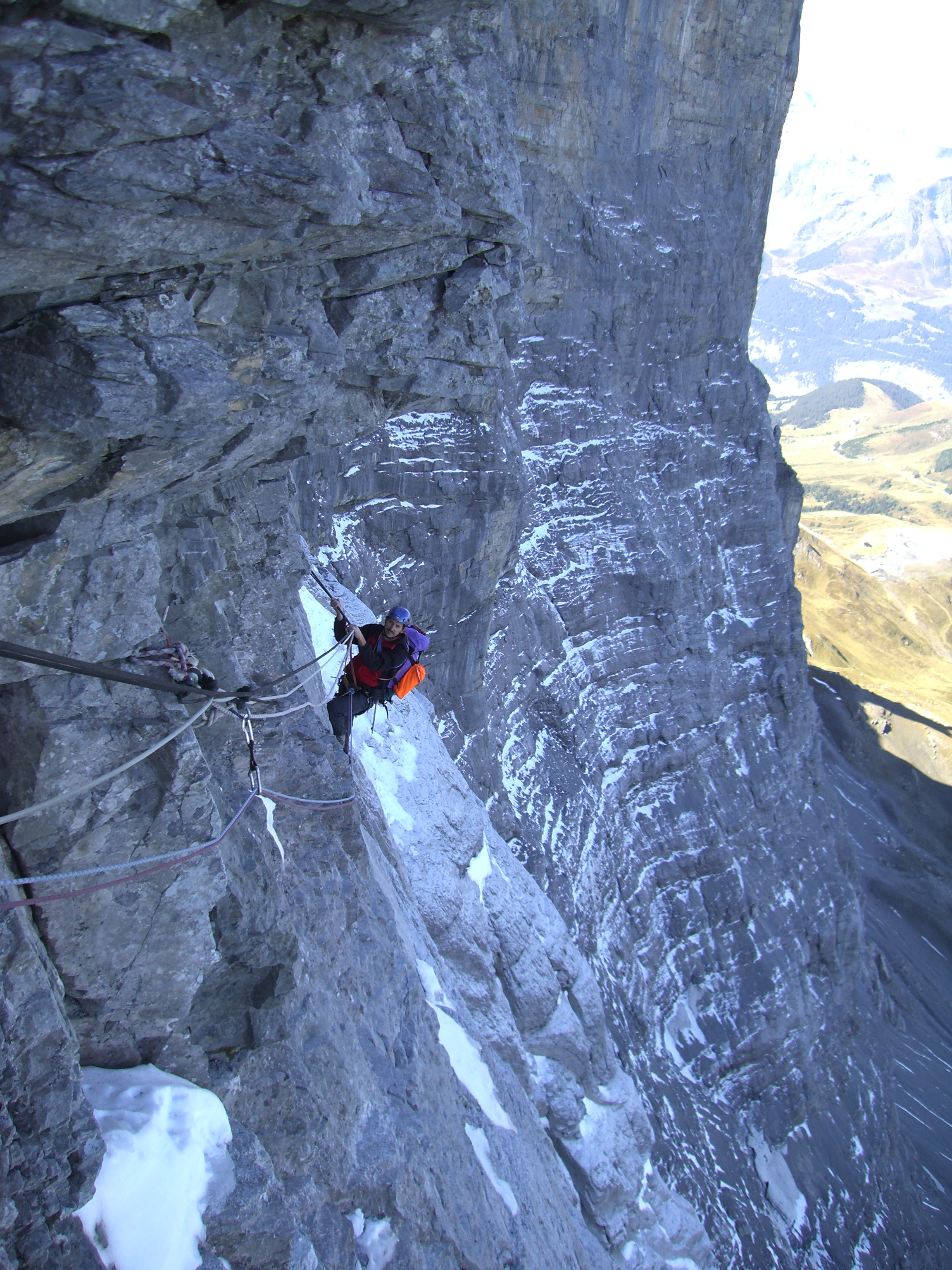
La traversata Hinterstoisser sulla nord dell'Eiger (foto anno 2007).

Nel 1936 Kurz e Hinterstoisser stavano prestando il servizio militare presso il 100° Jäger-Regiment a Bad-Reichenhall. Nel luglio del 1936, ottenuta una licenza, i due si recarono in Svizzera, dove intendevano tentare la prima salita della parete nord dell'Eiger, all'epoca ancora inviolata, e considerata "impossibile". La parete veniva considerata talmente pericolosa che un comunicato del Comitato Centrale del Club Alpino Svizzero riferiva che le guide non dovevano sentirsi obbligate ad andare in soccorso di chi si fosse trovato in condizioni critiche sulla parete.
Venuto a conoscenza delle loro intenzioni, il loro comandante, il colonnello R. Konrad, a sua volta alpinista esperto, telefonò a Grindelwald per vietare loro il tentativo, ma i due avevano già lasciato la tenda per avvicinarsi alla parete.
I due attaccarono la parete il 18 luglio, insieme alla cordata austriaca formata da Edi Rainer e Willy Angerer; le due cordate salirono separate fino alla "grotta del bivacco", dove si unirono. I quattro alpinisti non seguirono la via tracciata dai loro predecessori, ma si tennero più a destra, fino ad arrivare ad un punto dove dovevano traversare verso il cosiddetto "primo nevaio". Il traverso fu superato da Andreas Hinterstoisser, presto seguito dai compagni.
Il superamento di questo traverso fu un'impresa veramente notevole, che dimostrava la grande capacità tecnica di Andreas. In seguito, il passaggio fu conosciuto universalmente come traversata Hinterstoisser.
Superato il traverso i quattro ritirarono la corda e proseguirono. All'altezza del "primo nevaio" la coppia austriaca cominciò a muoversi molto lentamente: Angerer era stato infatti colpito alla testa da una pietra, ed aveva difficoltà di movimento. I quattro bivaccarono tra il primo ed il secondo nevaio.
Il 19 luglio i quattro si misero in movimento piuttosto tardi, e continuarono a muoversi insieme, ma molto lentamente. In serata giunsero poco sotto il "bivacco della morte", dove si fermarono per la notte.
Il 20 luglio di nuovo si misero in movimento molto tardi; Angerer non poteva proseguire, così i quattro cominciarono a ridiscendere. Sempre molto lentamente, attraversarono a ritroso il secondo nevaio, scesero al primo nevaio, e qui si fermarono per la notte.
Il 21 luglio Angerer era quasi impossibilitato a muoversi, ed il tempo stava rapidamente peggiorando. I quattro scesero all'altezza del traverso percorso il primo giorno, ma non riuscirono a percorrerlo a ritroso, nonostante i numerosi tentativi di Hinterstoisser. Durante i tentativi, furono contattati da uno dei guardiani della Jungfraubahn, attraverso la finestra che si apre sulla parete nord; i quattro riferirono di essere in buone condizioni e di non aver bisogno di aiuto.
Non potendo ridiscendere per la via di salita, decisero di calarsi in verticale, con una serie di discese in corda doppia, fino a raggiungere un sistema di cenge che li avrebbe condotti alla finestra della ferrovia, dove sarebbero stati in salvo. La discesa avrebbe però dovuto svolgersi su una linea molto esposta a valanghe e scariche di pietre, mentre il tempo continuava a peggiorare.
Mentre stavano preparando una discesa, i quattro furono investiti da una valanga. Andreas Hinterstoisser era slegato dagli altri, probabilmente alla ricerca di un posto ottimale per fissare il successivo tratto di discesa, e fu trascinato via dalla valanga; dei suoi compagni, Angerer, caduto, sbatté contro la parete e morì sul colpo; Rainer, trascinato dalla corda e schiacciato contro la parete, morì pochi minuti dopo; Kurz, rimasto sospeso alla corda tra Rainer ed Angerer, sopravvisse fino al giorno seguente, quando morì per sfinimento dopo disperati tentativi di salvataggio.
Il corpo di Andreas Hinterstoisser fu in seguito recuperato ai piedi della parete nord dell'Eiger.

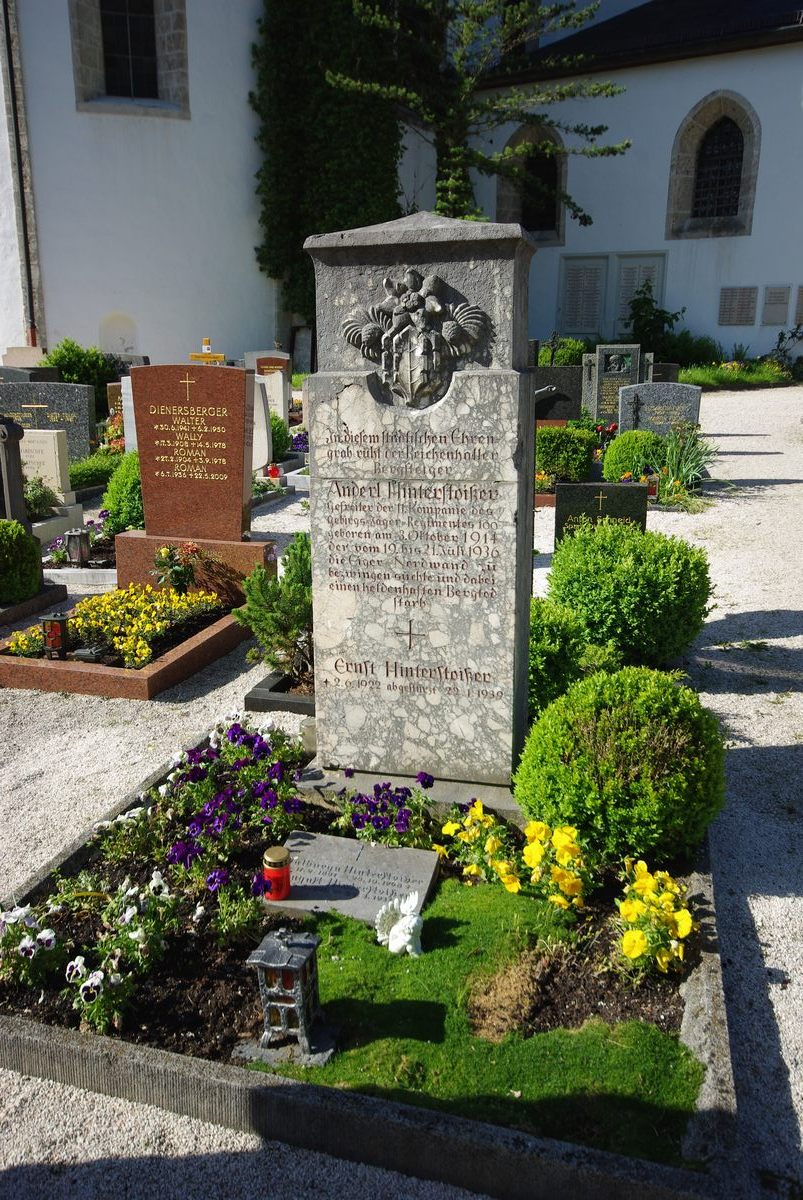
La tomba

## Libri e film
La storia del tentativo alla nord dell'Eiger del 1936 fu narrata in dettaglio per la prima volta nel libro Il ragno bianco di Heinrich Harrer, uscito nel 1959, che ripercorre la storia delle ascensioni della parete nord dell'Eiger.
Questo racconto fu ripreso da Joe Simpson nel suo libro The Beckoning Silence, pubblicato nel 2003; dal libro fu tratto nel 2007 un documentario televisivo, girato da Louise Osmond, dove viene effettuata una ricostruzione storica degli eventi di quella scalata.
I personaggi e gli eventi della scalata del 1936 sono alla base del film tedesco North Face - Una storia vera (2008), del regista Philipp Stölzl.